# Episodi di Best Friends Whenever (prima stagione)
La prima stagione di Best Friends Whenever è in onda in prima visione assoluta dal 26 giugno 2015 negli Stati Uniti d'America su Disney Channel e in Italia dal 15 aprile 2016.
| nº | Titolo originale              | Titolo italiano                      | Prima TV USA      | Prima TV Italia   |
| -- | ----------------------------- | ------------------------------------ | ----------------- | ----------------- |
| 1  | A Time to Travel              | Tempo di viaggiare                   | 26 giugno 2015    | 15 aprile 2016    |
| 2  | A Time to Cheat               | Tempo di barare                      | 12 luglio 2015    | 22 aprile 2016    |
| 3  | A Time to Say Thank You       | Tempo di dire "'grazie"              | 19 luglio 2015    | 29 aprile 2016    |
| 4  | A Time to Jump and Jam        | Tempo di saltare e hackerare         | 26 luglio 2015    | 6 maggio 2016     |
| 5  | A Time to Rob and Slam        | Tempo di Rob                         | 9 agosto 2015     | 13 maggio 2016    |
| 6  | The Butterscotch Effect       | L'effetto farfalla                   | 16 agosto 2015    | 20 maggio 2016    |
| 7  | Shake Your Booty              | I favolosi anni '70                  | 23 agosto 2015    | 3 giugno 2016     |
| 8  | Back to the Future Lab        | Salto nel laboratorio del futuro     | 20 settembre 2015 | 3 giugno 2016     |
| 9  | Cyd & Shelby's Haunted Escape | La fuga spettrale di Cyd e Shelby    | 4 ottobre 2015    | 30 ottobre 2016   |
| 10 | When Shelby Met Cyd           | Il primo incontro di Cyd e Shelby    | 24 ottobre 2015   | 23 settembre 2016 |
| 11 | Cyd and Shelby Strike Back    | Cyd e Shelby passano al contrattacco | 27 novembre 2015  | 16 settembre 2016 |
| 12 | The Girls of Christmas Past   | Le ragazze del Natale passato        | 6 dicembre 2015   | 21 dicembre 2016  |
| 13 | A Time to Double Date         | Il doppio appuntamento               | 21 febbraio 2016  | 7 ottobre 2016    |
| 14 | Jump to the '50s              | I favolosi anni '50                  | 20 marzo 2016     | 30 settembre 2016 |
| 15 | Diesel Gets Lost in Time      | Diesel in viaggio nel tempo          | 17 aprile 2016    | 14 ottobre 2016   |
| 16 | Fight the Future: Part 1      | Sconfiggi il futuro: Parte 1         | 8 maggio 2016     | 21 ottobre 2016   |
| 17 | Fight the Future: Part 2      | Sconfiggi il futuro: Parte 2         | 15 maggio 2016    | 28 ottobre 2016   |
| 18 | Fight the Future: Part 3      | Sconfiggi il futuro: Parte 3         | 22 maggio 2016    | 28 ottobre 2016   |